# Georg Emanuel Ludwig Ziegler

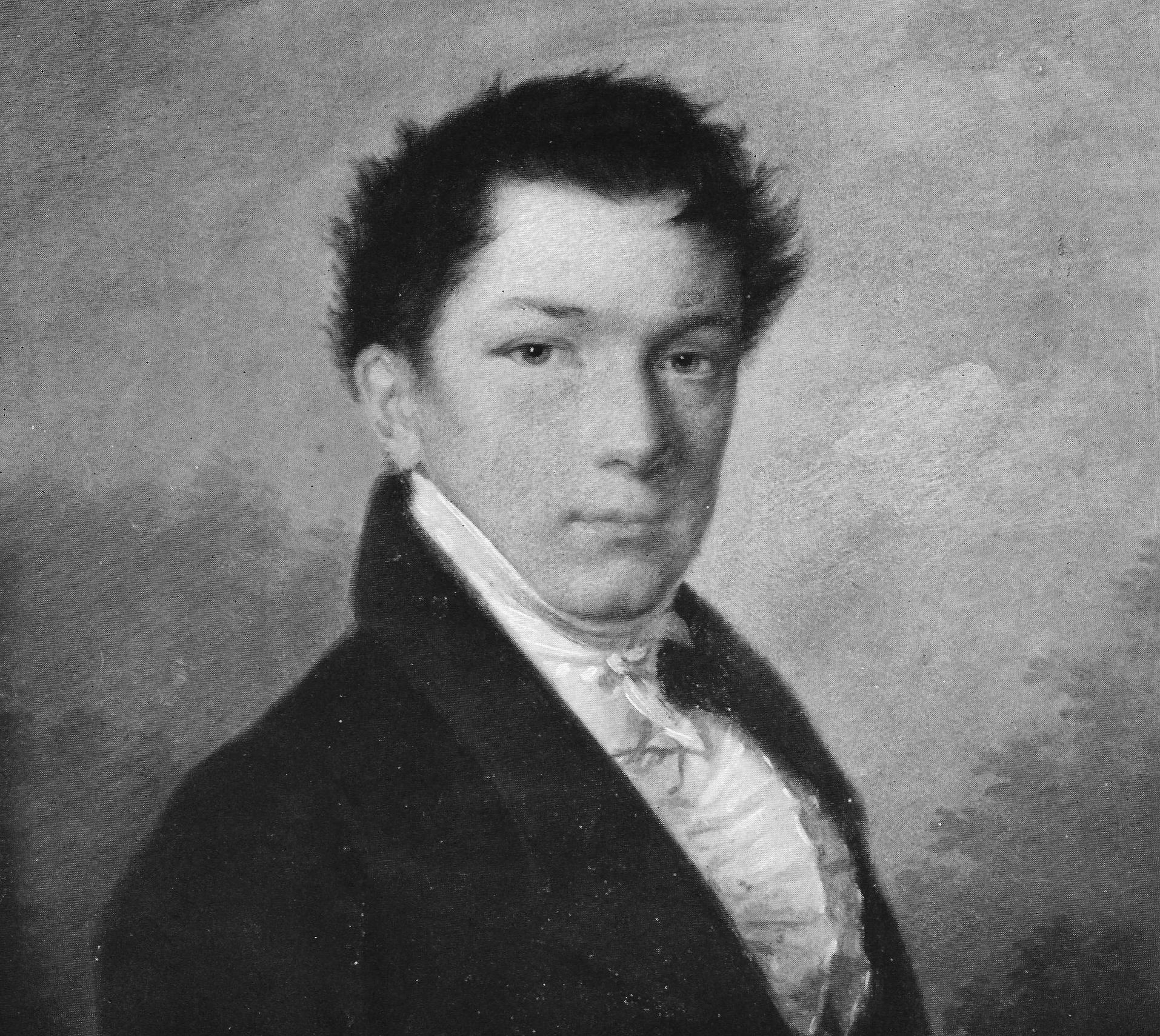
David Sulzer, Georg Emanuel Ludwig Ziegler (um 1830).

Georg Emanuel Ludwig Ziegler (* 14. November 1807 in Bern; † 25. November 1867 ebenda; heimatberechtigt in Bern) war ein Schweizer Handelsmann und Wohltäter.

## Leben
Ziegler wurde 1819 Halbwaise und von der Waisenkommission der Gesellschaft zu Webern bevogtet. Sein kinderloser Grossonkel, der vermögende Eisenherr, Eisenhändler und Bierbrauer Georg Rudolf Isaak Jakob Ziegler hinterliess ihm sein gesamtes Vermögen und die Eisenhandlung Walther & Ziegler. 1858 erwarb er die Campagne Bellevue und 1862 verkaufte er die Eisenhandlung an seinen Teilhaber. Er übernahm nun Verwaltungsaufgaben, etwa als Mitglied der Waisenkommission zu Webern und als Mitglied der Direktion des Burgerspitals. Er verstarb 1867 und vermachte sein Vermögen von 1,7 Mio. Franken der Einwohnergemeinde Bern mit der Vorgabe, ein Spital für unbemittelte, aber wohlbeleumdete Einwohner, Einsassen und Burger zu errichten. Im Bellevuegut wurde in der Folge das Zieglerspital gegründet.

## Archive
- Streubestände in der Burgerbibliothek Bern